# Zeros flavipes
Zeros flavipes är en tvåvingeart som först beskrevs av Samuel Wendell Williston  1896.  Zeros flavipes ingår i släktet Zeros och familjen vattenflugor. Inga underarter finns listade i Catalogue of Life.